# Llorón

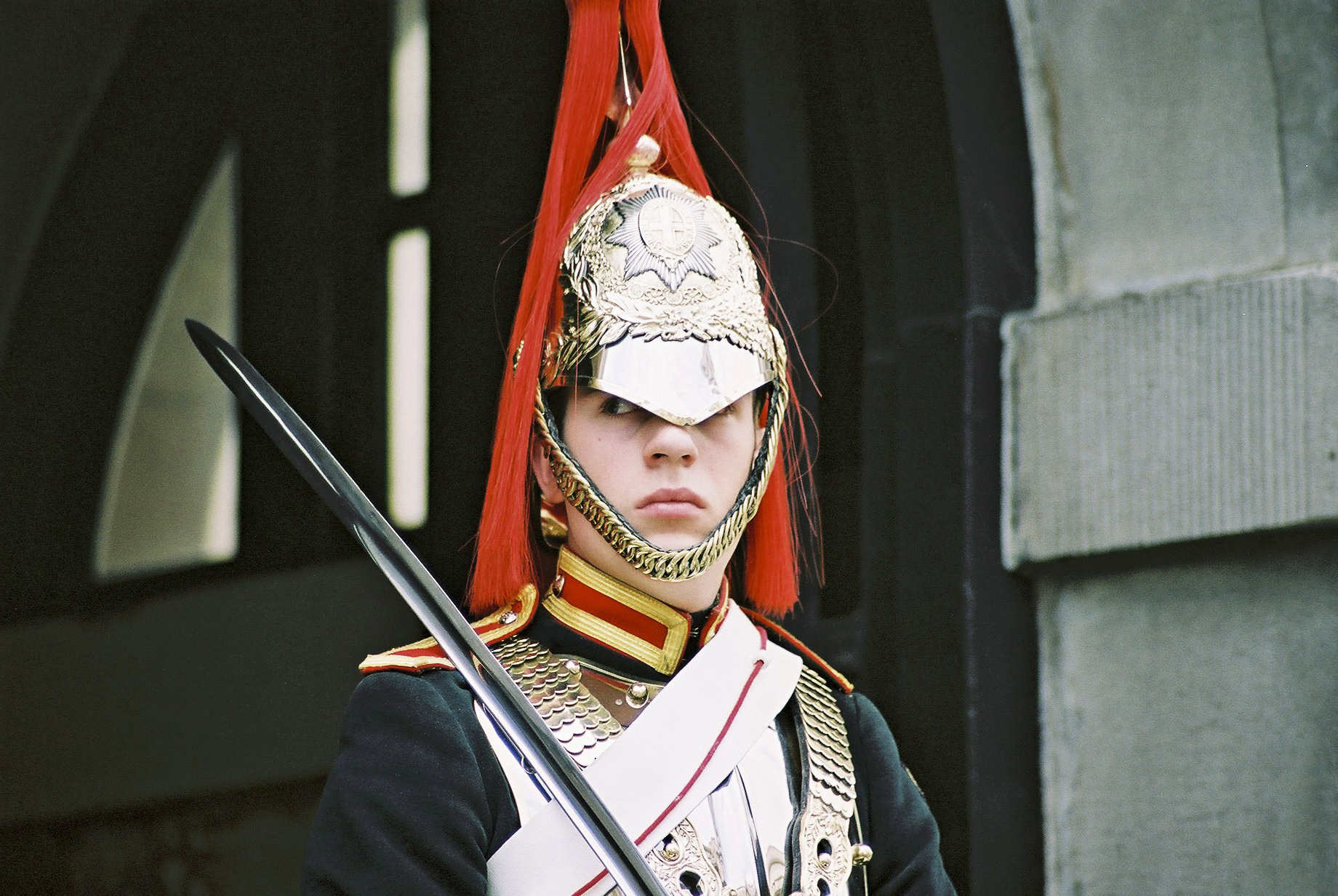
Un trooper de los Blues and Royals con su casco acerado y llorón rojo en la entrada al Horse Guards Parade desde el edificio de Horse Guards, en Westminster, Londres.

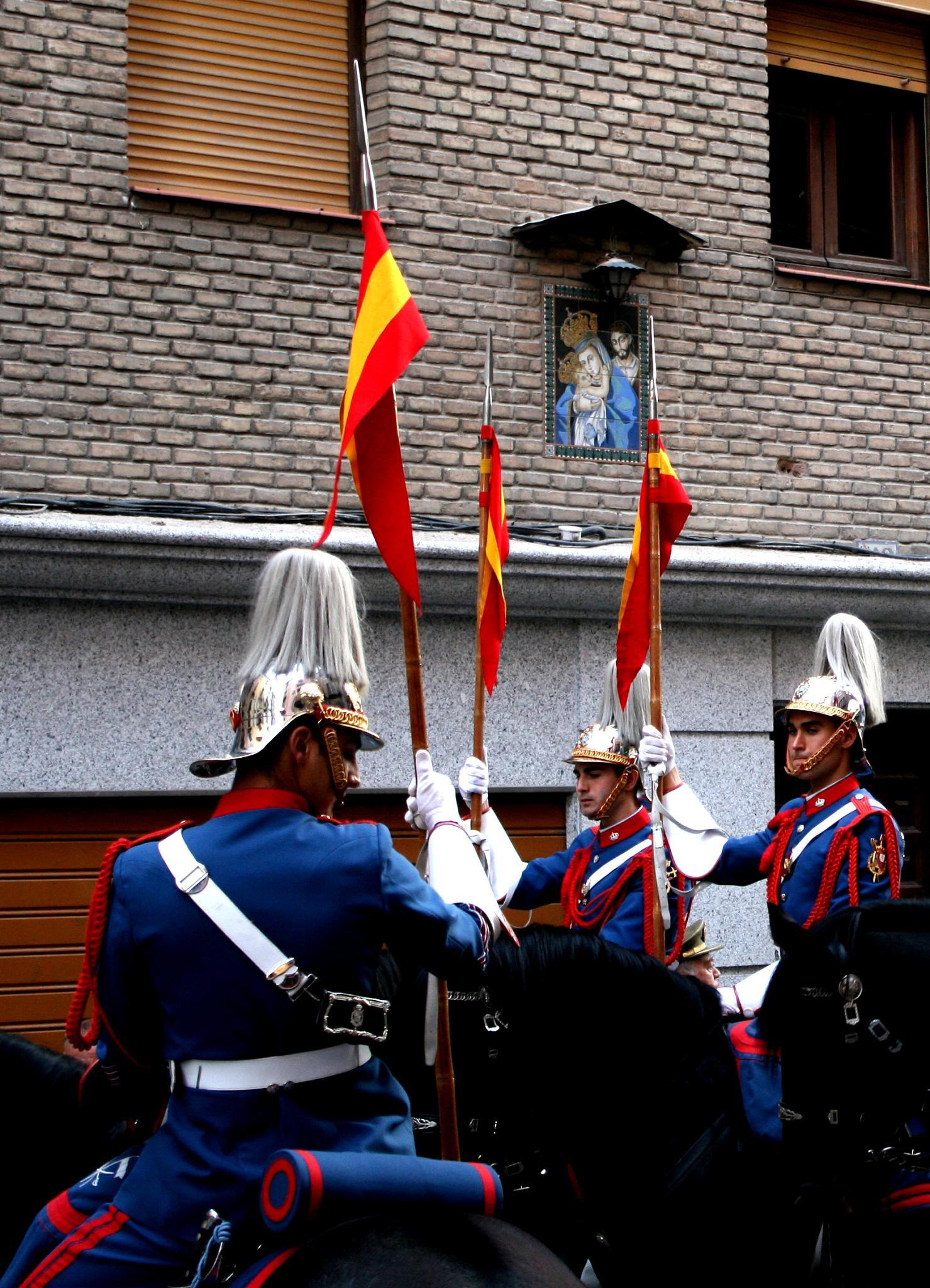
Lanceros de la Guardia Real, con cascos acerados y llorones blancos, en un acto celebrado en la plaza de Zocodover, Toledo, en homenaje a los que lucharon en la Guerra de la Independencia Española (2008).

El llorón (por sauce llorón) es el penacho de plumas largas o crin, flexibles y colgantes típicos de los cascos acerados de los uniformes de gala de las unidades militares montadas, como los coraceros o lanceros.

## Uniformes de gala de las unidades montadas

### España
- Guardia Real de España:
  - Coraceros Reales: llevan casco acerado en punta con llorón de plumas blancas de cisne.[2]
  - Lanceros Reales: llevan casco acerado en punta con llorón de crin blanca de búfalo.[2]

### Reino Unido
- La Household Cavalry se compone de dos regimientos:
  - Blues and Royals: llevan casco acerado y llorón rojo.[3]
  - Life Guards: llevan casco acerado y llorón blanco.[3]